# Közveszélyokozás
A közveszélyokozás egy bűncselekmény, amelyet a Büntető Törvénykönyv határoz meg.

## A hatályos 2012. évi C. törvényben
A hatályos Büntető Törvénykönyvben a közveszély okozása kapcsán a következő rendelkezések találhatók:
- Aki anyag vagy energia pusztító hatásának kiváltásával közveszélyt idéz elő, vagy a közveszély elhárítását, illetve következményeinek enyhítését akadályozza, bűntett miatt 2 évtől 8 évig terjedő szabadságvesztéssel büntetendő.[1]
- A büntetés 5 évtől 10 évig terjedő szabadságvesztés, ha a bűncselekményt
  - a) csoportosan,
  - b) különösen nagy vagy ezt meghaladó kárt okozva vagy
  - c) bűnszövetségben

követik el.
- A büntetés 5 évtől 20 évig terjedő vagy életfogytig tartó szabadságvesztés, ha a bűncselekmény halált okoz.[3]
- Aki közveszély okozására irányuló előkészületet követ el, 3 évig terjedő szabadságvesztéssel büntetendő.[4]
- Aki a közveszély okozását gondatlanságból követi el, vétség miatt 3 évig, különösen nagy vagy ezt meghaladó kár esetén 1 évtől 5  évig, halál okozása esetén 2 évtől 8 évig terjedő szabadságvesztéssel büntetendő.[5]
- Korlátlanul enyhíthető annak a büntetése, aki a közveszélyt, mielőtt abból káros következmény származott volna, önként megszünteti.[6]

## A korábbi Btk-ban
Az 1978. évi IV. törvény 259. §-a  rendelkezett a közveszélyokozásról:
Aki árvíz okozásával, robbanó, sugárzó avagy más anyag, energia vagy tűz pusztító hatásának kiváltásával közveszélyt idéz elő, vagy a közveszély elhárítását, avagy következményeinek enyhítését akadályozza, bűntettet követ el, és 2 évtől 8 évig terjedő szabadságvesztéssel büntetendő.
A büntetés öt évtől tíz évig terjedő szabadságvesztés, ha a bűncselekményt
- - a) bűnszövetségben,
  - b) különösen nagy, vagy ezt meghaladó vagyoni hátrányt okozva követik el.[8]

A büntetés öt évtől tizenöt évig terjedő, vagy életfogytig tartó szabadságvesztés, ha a közveszélyokozás egy vagy több ember halálát idézi elő.
Aki a közveszélyokozást gondatlanságból követi el, vétség miatt 3 évig, különösen nagy, vagy ezt meghaladó vagyoni hátrány esetén 5 évig, egy vagy több ember halála esetén 2 évtől 8 évig terjedő szabadságvesztéssel büntetendő.
Aki közveszélyokozásra irányuló előkészületet követ el, bűntett miatt három évig terjedő szabadságvesztéssel büntetendő.
Korlátlanul enyhíthető annak a büntetése, aki a közveszélyt, mielőtt abból káros következmény származott volna, önként megszünteti.

## Bírói gyakorlat
A Kúria Sajtótitkársága 2015-ben  a Bfv.I.1.573/2014. számú ügyhöz írott  tájékoztatójában a következőket hangsúlyozza:

„A közveszélyokozás bűncselekményének bírói gyakorlata már évtizedek óta megköveteli annak elemző vizsgálatát, hogy a közveszély ténylegesen létrejött-e (befejezett bűncselekmény), vagy pedig fennállott-e a közveszély létrejöttének az objektív lehetősége (kísérlet). Mindezek hiányában ugyanis e bűncselekmény megállapítására nem kerülhet sor. A bűncselekmény megállapítása előfeltételét képező közveszélyen az ítélkezési gyakorlat az elkövetés módjával szoros összefüggésben álló, és emberi magatartás folytán kialakult állapotot ért, amely a benne rejlő objektív folyamatokon keresztül meg nem határozott, vagy nagy számú személy életét, testi épségét fenyegeti, előre fel nem becsülhető nagy értékű javakat megsemmisüléssel fenyeget.”